# Сюпхан
Сюпхан или Сюпхандаг  (на турски: Süphan Dağı; на арменски: Սիփան լեռ (Sipʰɑn lɛṙ), на кюрдски: Sîpana Xelatê) е угаснал стратовулкан в източна Турция, намиращ се в непосредствена близост до езерото Ван. Последното изригване на вулкана според учените е преди около 100 000 години (± 20 хил. години) . Сюпхан е с надморска височина 4058 м и е вторият по височина (след Арарат) вулкан в Турция и на Арменското плато. Разположен е в зоната на сблъсъка на Арабската и Евразийската тектонски плочи, което предопределя сеизмичната и вулканичната активност в региона.